# Mogi-Guaçu
Mogi-Guaçu is een gemeente in de Braziliaanse deelstaat São Paulo. De gemeente telt 139.836 inwoners (schatting 2009).

## Aangrenzende gemeenten
De gemeente grenst aan Aguaí, Araras, Conchal, Espírito Santo do Pinhal, Estiva Gerbi, Itapira, Leme, Mogi-Mirim en Pirassununga.

## Geboren in Mogi-Guaçu
- Roberto Caveanha, "Babá" (1944), voetballer